# Franz-von-Assisi-Kirche (Hamburg-Neuallermöhe)

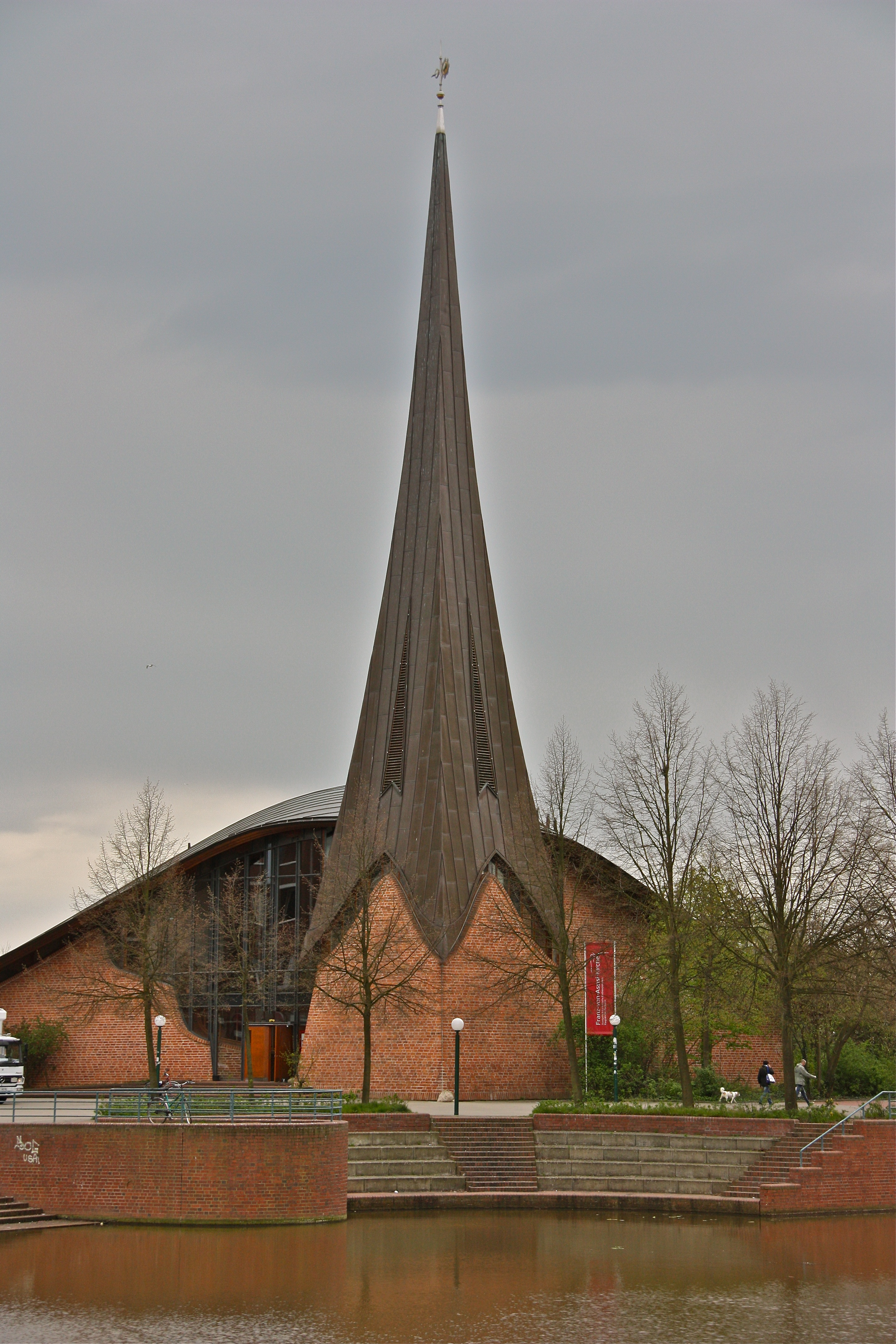
Blick auf die Kirche

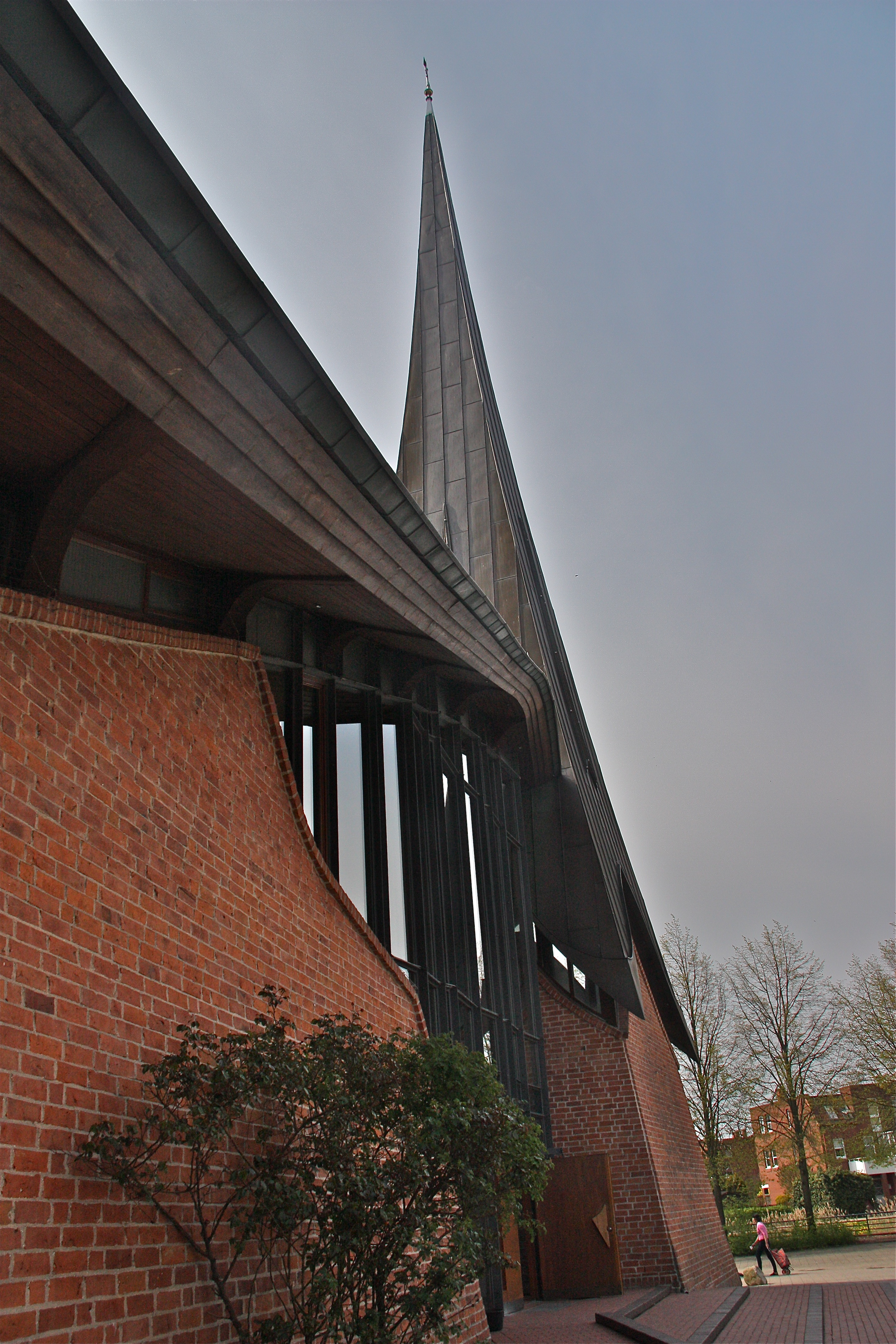
Dach über dem Haupteingang

Die Franz-von-Assisi-Kirche ist eine evangelisch-lutherische Kirche im Hamburger Stadtteil Neuallermöhe, sie liegt an der Einmündung des Ebner-Eschenbach-Wegs in den zentralen Grachtenplatz in der Mitte des Stadtteils.

## Bau der Kirche
Der Bau der Kirche im damaligen Stadtteil Hamburg-Allermöhe steht im Zusammenhang mit der Entstehung neuer Wohnsiedlungen (Neu-Allermöhe Ost und West) in den 1980er und 1990er Jahren. Die Kirche sollte sich baulich in den architektonischen Kontext einfügen und zugleich einen eigenen Akzent setzen. Nachdem die Gemeindearbeit ab 1986 in einem Bauwagen begonnen hatte, konnte 1991 der Grundstein für die Kirche gelegt werden. Der nach Plänen des Architekten Nils Roderjan ausgeführte Bau wurde 1993 abgeschlossen und am 3. Oktober des Jahres eingeweiht. Während der Bauzeit wurde die kupferverkleidete spitz aufsteigende 40 m hohe Turmspitze als fertiges Bauteil von Segeberg nach Bergedorf gefahren und per Kran auf den gemauerten Turmfuß gesetzt. Seitdem ist die Turmspitze ein weithin sichtbarer Wegweiser. Die roten Ziegel in Klosterformat geben der Kirche einen rustikalen und zugleich modernen Charakter, dabei vermitteln die großen Fensterfronten Luftigkeit und Transparenz.
Unter einem Dach befinden sich verschiedene Räume, die von der Gemeinde genutzt werden können: Der eigentliche Kirchraum mit Altar, auffälligem Seitenfenster und Sitzgelegenheiten, der um das großzügige Foyer erweitert werden kann, fünf variable Gruppenräume, eine Kapelle im Turm für stilles Gebet, Büros, Küchen und eine Werkstatt.
Im Eingangsbereich fällt ein Findling ins Auge. In seiner Funktion als Grundstein erwachsen die tragenden Mauern der Kirche spiralförmig. Gleichzeitig soll er auf Jesus Christus als Grundstein des Glaubens hinweisen. Unter ihm finden sich kleinere Steine mit den Namen einiger bei Baubeginn schon in Neuallermöhe ansässigen Gemeindemitglieder. Eine besondere Feinheit der Architektur ist der kleine Teufelskopf, eingekeilt zwischen Mauer und Dach an der Nordostecke der Kirche. Damit soll ausgedrückt werden, dass das Böse zum Leben gehört, aber in seiner Schadenswirkung begrenzt bleibt.
2000 wurden die drei Bronzeglocken aus der Gießerei Rincker geweiht.
2022 wurde die Kirche unter Denkmalschutz gestellt.

## Innenausstattung

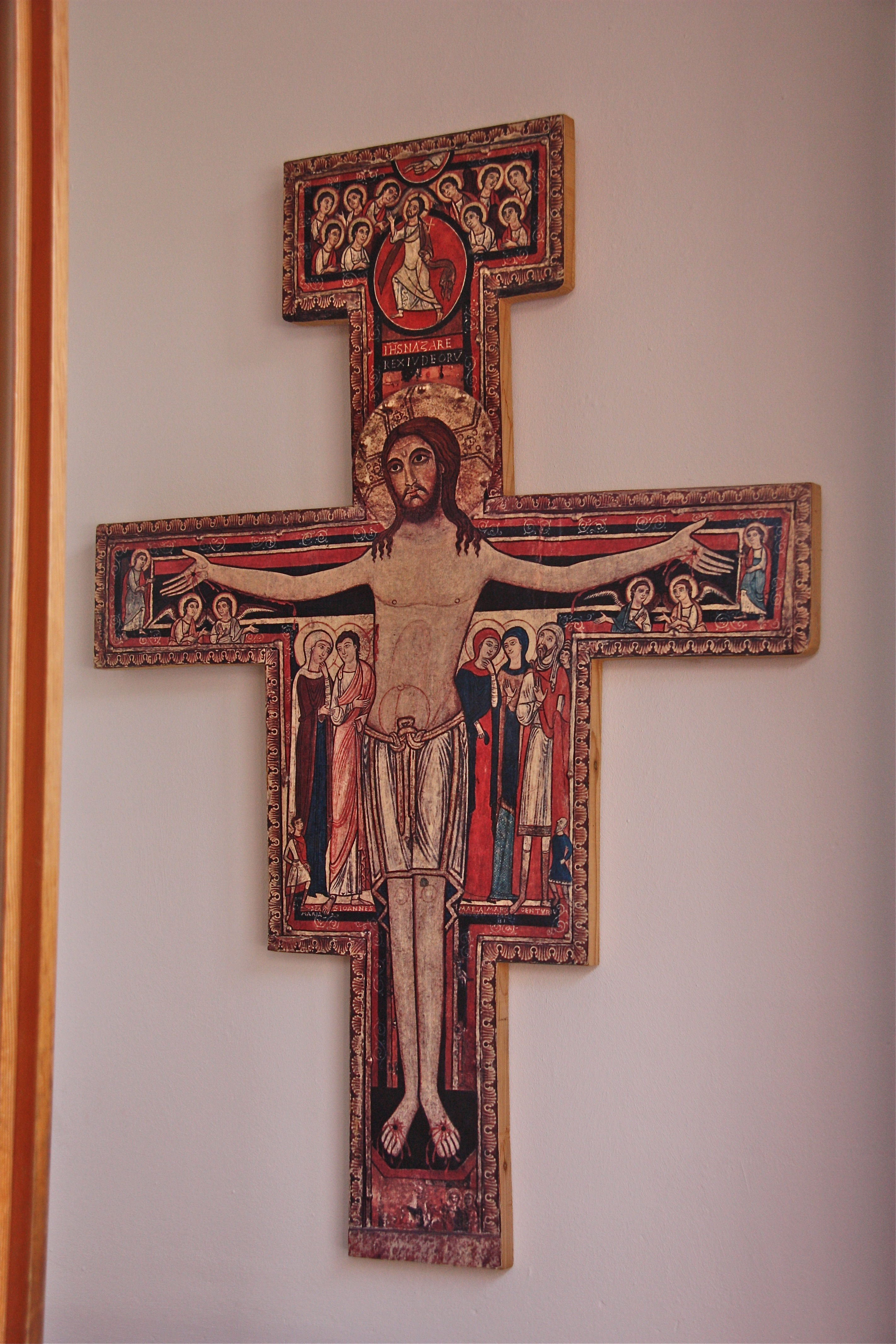
Assisi-Kreuz im Eingang

Das Kreuz im Eingang ist eine Nachbildung eines Original-Kreuzes aus San Damiano, einer Kirche in der Nähe von Assisi, dem Geburtsort des heiligen Franziskus. Vor dem Originalkreuz soll er der Überlieferung nach den Auftrag erhalten haben, die Kirche zu reformieren. Das Kreuz zeigt einerseits das Leiden und Sterben Jesu, andererseits durch den Heiligenschein das Licht der Auferstehung.
Mit dem Eintritt in die Kirche öffnet sich der Blick auf den in Richtung Osten (Jerusalem) ausgerichteten Chorraum mit dem Altar. Die Wand dahinter ist gerundet und schlicht weiß. Auf weiteren Bildschmuck hat man bewusst verzichtet, um zu zeigen, dass kein Bild von Gott das einzig richtige ist und dass die Bedeutung Jesu wandelbar und vielfältig bleibt.
Taufbecken und Lesepult sind nur an Stahlseilen befestigt zwischen Decke und Boden montiert. Diese Seile sollen die Verbindungen der Menschen zum Himmel und zur Erde symbolisieren, von denen beide nötig sind, um im Gleichgewicht zu bleiben. Die Kirche hat keine festen Bänke, sondern nur Stühle die üblicherweise im Halbrund stehen. Dabei sind sie auf den Altar ausgerichtet, so dass die Besucher sowohl den Altar als auch einen Teil der anderen Gemeindemitglieder im Blick haben.

## Das Fenster der Barmherzigkeit

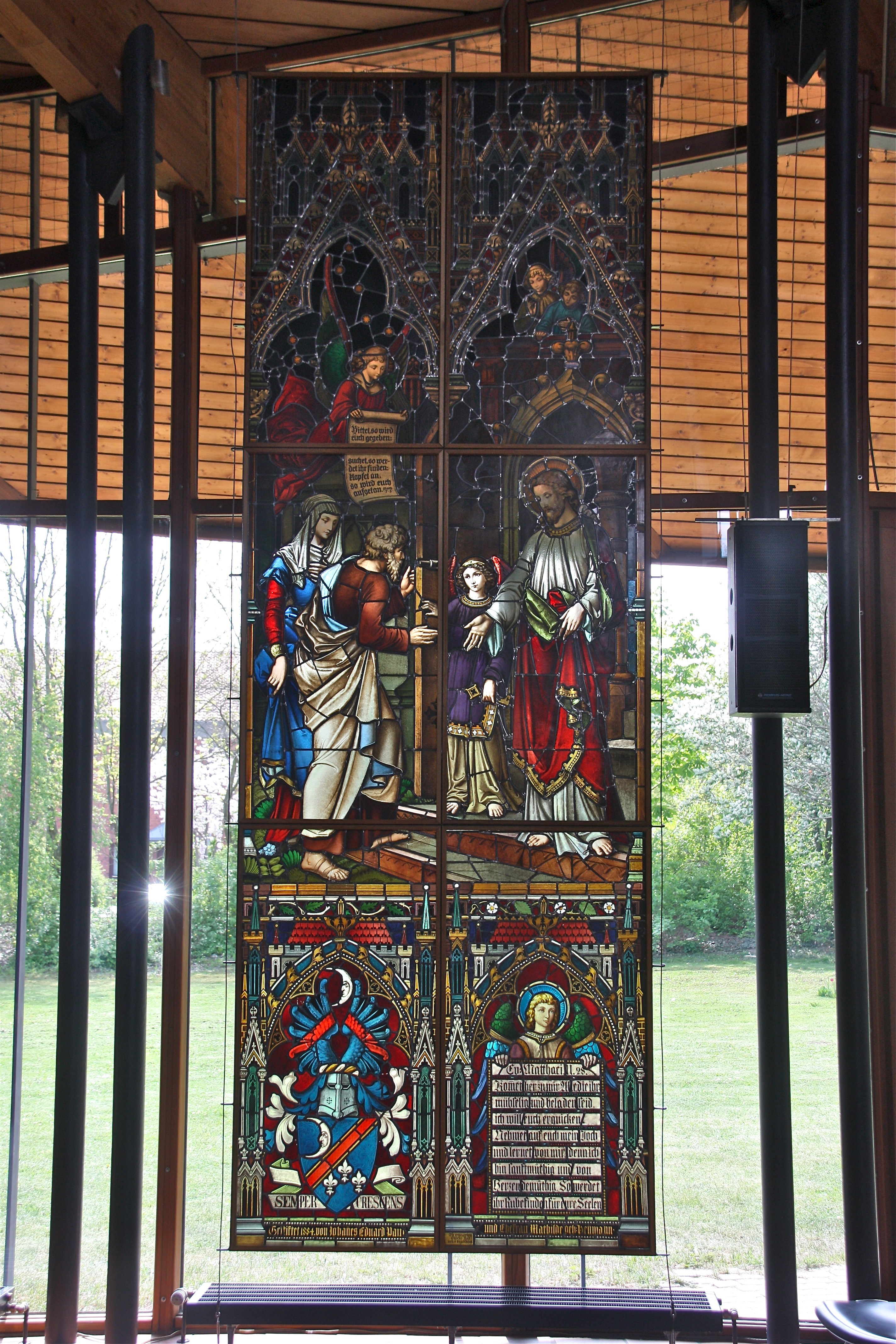
Fenster der Barmherzigkeit

Herausragendes Merkmal des Altarraum ist das Fenster der Barmherzigkeit. Es stammt aus der durch die Operation Gomorrha zerstörten St.-Nikolai-Kirche am Hopfenmarkt. 1939 wurden die Fenster ausgebaut und in den Kellern des Michels eingelagert, wo sie den Zweiten Weltkrieg unbeschädigt überstanden. Der Kirchenvorstand der neuen Hauptkirche St. Nikolai hat dieses von der Glaserinnung restaurierte alte Fenster der Franz-von-Assisi-Kirche zur Verfügung gestellt.
Im oberen Bereich sind verzierte Kirchtürme zu sehen, die den Blick zum Himmel weiten, an dem Engel über die Menschen wachen. Der Engel links oben hält ein Spruchband: Bittet, so wird euch gegeben; suchet, so werdet ihr finden; klopfet an, so wird euch aufgetan. (Mt 7,7 ). In der Mitte nähern sich von links ein Mann und eine Frau dem rechts stehenden Jesus, der ihnen die Hand entgegenstreckt. Die Tür im Hintergrund ist offen, der Schlüssel steckt noch, der Weg zu Gott ist frei. Im Fenster unten rechts hält ein Engel den Bibelvers: Kommt her zu mir alle, die ihr mühselig und beladen seid, ich will euch erquicken. Nehmet auf euch mein Joch und lernet von mir, denn ich bin sanftmütig und von Herzen demütig. So werdet ihr Ruhe finden für eure Seelen. (Mt 11,28–29 ). Unten links ist das Wappen des Ehepaars Paul zu sehen, die das Fenster 1884 stifteten.

## Orgel
Die kleine Orgel steht auf der Empore und verfügt nicht über einen dekorativen Prospekt. Sie wurde 1963 durch die Firma Alfred Führer Orgelbau gebaut, stand zunächst im Universitätskrankenhaus Eppendorf und ab 1974 in der Kirche St. Martinus in Eppendorf.
Ihre Disposition lautet:
| Manual C– |            |    |
| 1.        | Gedackt    | 8′ |
| 2.        | Rohrflöte  | 4′ |
| 3.        | Praestant  | 2′ |
| 4.        | Scharff II |    |

## Fotografien und Karte

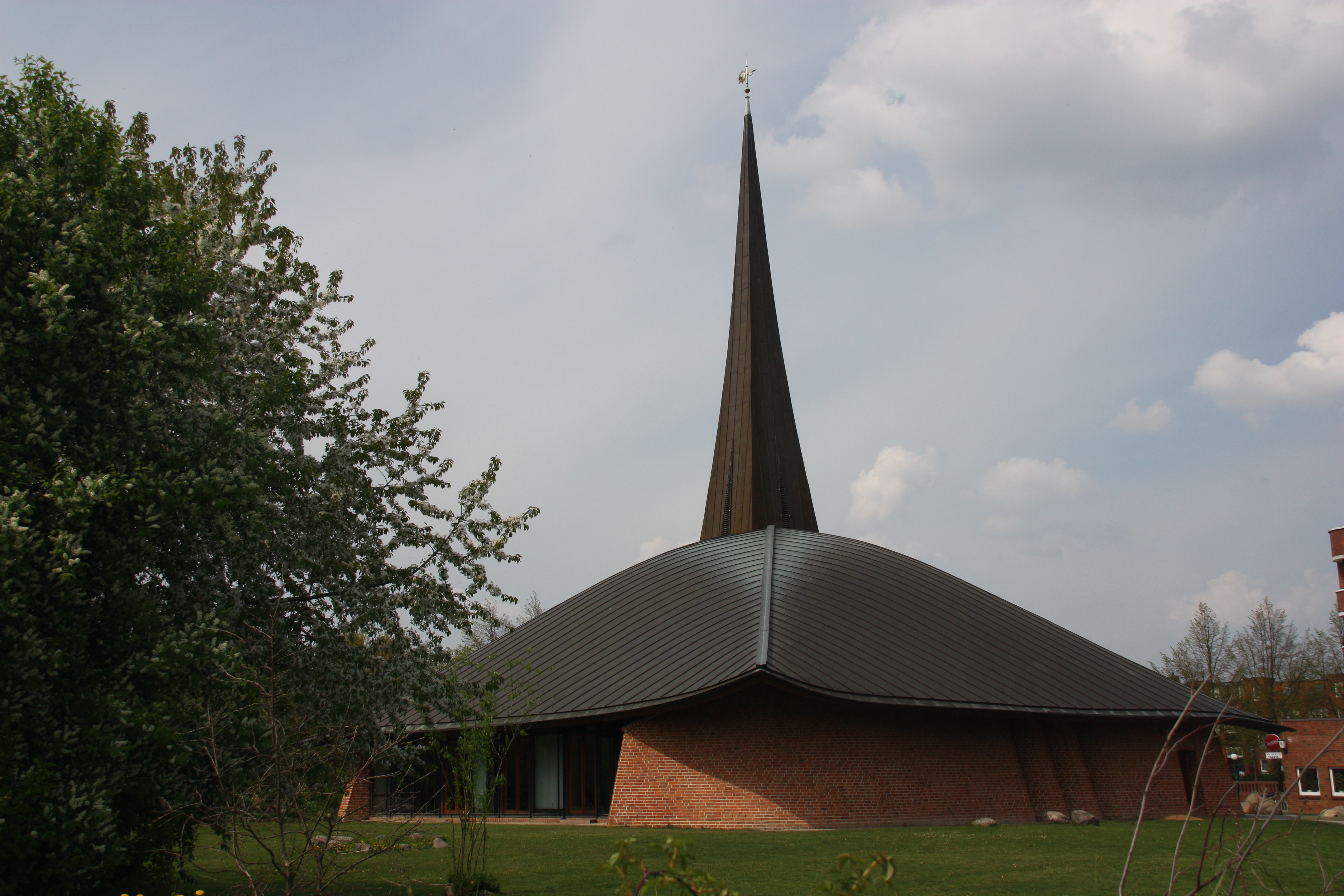
Ansicht von Süden
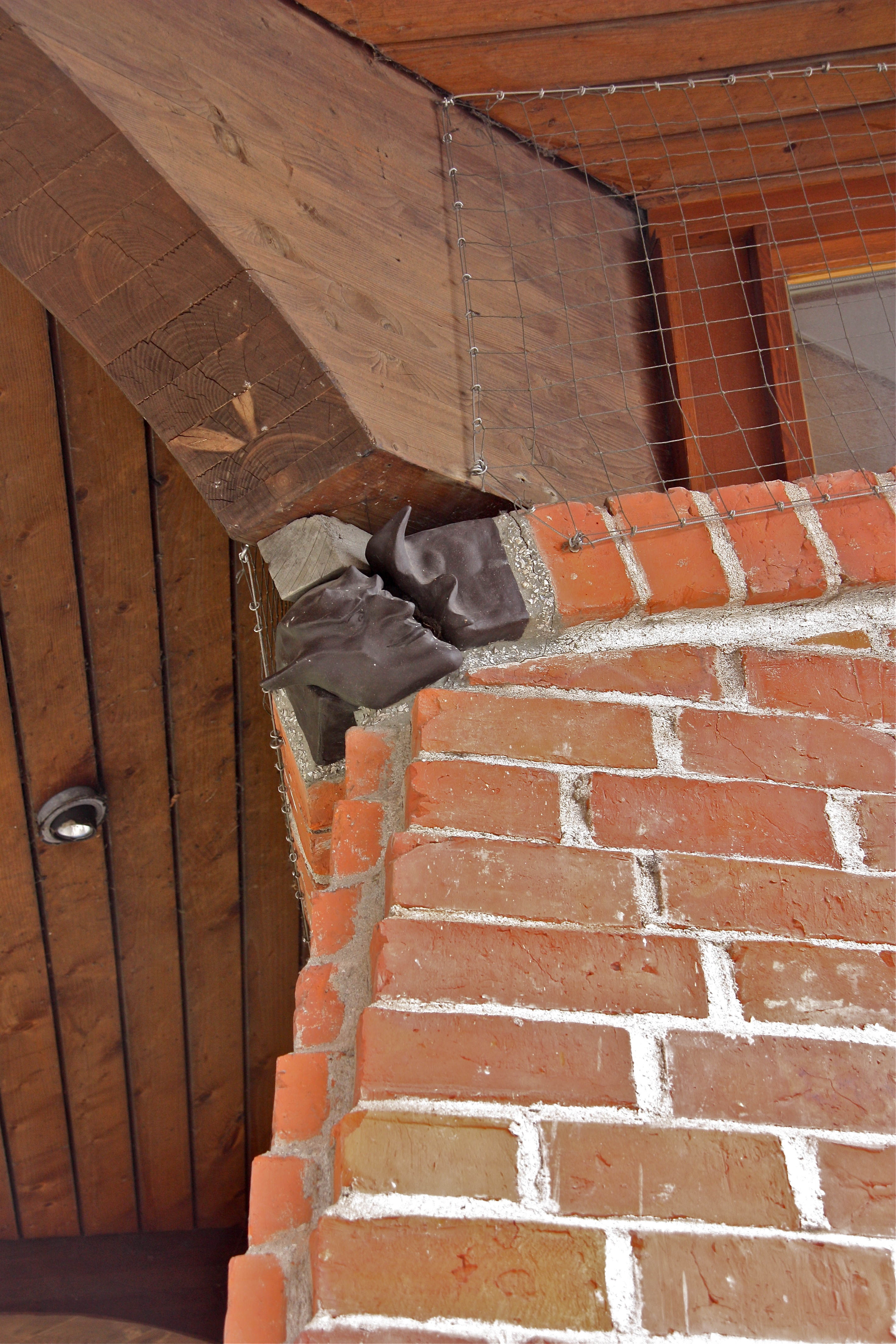
Der Teufelskopf